# Gennadij Nikolaevič Trošev
Gennadij Nikolaevič Trošev (in russo Геннадий Николаевич Трошев?; Berlino Est, 14 marzo 1947 – Perm', 14 settembre 2008) è stato un generale russo, insignito del titolo di Eroe della Federazione Russa.
Fu al comando dell'esercito russo contro i ribelli ceceni, nel nord del Caucaso, durante la seconda offensiva che ebbe luogo nel 2000. L'allora presidente Vladimir Putin ne decretò l'allontanamento dal comando nel 2002.
Risultò fra le vittime dell'incidente aereo di Perm', in Russia, dove è precipitato il volo 821 dell'Aeroflot.

## Biografia
Trošev nacque il 14 marzo 1947 nella parte orientale di Berlino sotto il controllo dei sovietici, figlio di un pilota militare. In seguito la famiglia si trasferì a Groznyj, capitale dell'allora RSSA Ceceno-Inguscia, dove il futuro generale trascorse la sua infanzia. Nel 1965 entrò nella Facoltà di Architettura dell'Istituto di Ingegneria Territoriale di Mosca ma lasciò i gli studi dopo la morte del padre.

### Carriera militare
Dopo il breve periodo universitario Trošev entrò alla Scuola superiore per carristi di Kazan', diplomandosi con lode nel 1969, per poi essere assegnato al Gruppo di forze sovietiche in Germania (GSVG) nel 330º Reggimento corazzato della 14ª Divisione fucilieri motorizzati della Guardia della 20ª Armata combinata delle guardie come comandante di un plotone carri e, dal 1971, comandante di una compagnia corazzata.
Per progredire nella sua carriera dal 1973 al 1976 frequentò la Facoltà di Comando dell'Accademia delle forze corazzate "R.J. Malinovskij", venendo poi nominato primo vice comandante e capo di stato maggiore del 10º Reggimento corazzato del Distretto militare di Odessa. Ottenne il suo primo incarico di comando ufficiale nel 1979 con la guida del 356º Reggimento corazzato di stanza a Tiraspol. La sua carriera progredì ancora diventando il primo vice comandante e capo di stato maggiore della 86ª Divisione fucilieri motorizzata della guardie nel 1984 per poi svolgere i suoi ultimi studi militari all'Accademia dello stato maggiore dell'URSS tra il 1986 e 1988.
Dall'agosto 1988 al settembre 1991 Trošev comandò la 10ª Divisione carri armati della guardie del GSVG di stanza ad Altengrabow, frazione di Möckern. Successivamente, sempre in Germania, divenne il primo vice comandante della 1ª Armata corazzata delle guardie. Nel 1994 venne trasferito nel Distretto militare del Caucaso settentrionale (SKVO) diventando il comandante del 42º Corpo d'armata e, alla sua guida prese parte alla prima guerra cecena. Durante il conflitto nel gennaio 1995 venne nominato comandante del gruppo truppe "Sud" in Cecenia venendo poi promosso nell'aprile successivo al comandante dell'intero contingente militare, incarico che ricoprì fino all'aprile 1996; come comandante in capo delle truppe russe nel conflitto. Nello stesso periodo, nel maggio 1995 vene nominato primo comandante della ricostituita 58ª Armata combinata, ricreata sulla base 42º Corpo d'armata.
Con l'inizio delle incursioni dei militanti ceceni nella repubblica federale del Daghestan nell'agosto 1999, Trošev venne nominato comandante in capo delle truppe federali per risolvere il conflitto; dopo le prime rapide avanzate le truppe federali sono riuscite a respingere
Il 21 aprile 2000 ha sostituito il colonnello generale Viktor Kazancev come comandante del Gruppo congiunto delle forze federali nel Caucaso settentrionale. il 31 maggio successivo sostituì Kazancev come comandante del SKVO. Nel dicembre 2002, il ministro della Difesa russo Sergej Ivanov offrì al generale di dirigere il Distretto militare siberiano, ma egli rifiutò pubblicamente di accettare l'incarico proposto. Perciò il 18 dicembre 2002, Trošev venne destituito dall'incarico di comandante del SKVO per aver "discusso pubblicamente le decisioni prese dalla leadership delle Forze Armate del paese".